# Voință Populară
Voință Populară (în rusă Народная воля) este un partid politic de dreapta din Transnistria.